# Kokopelli (festival)
Kokopelli is een tweedaags Belgisch wereldmuziekfestival in en rond de gerenoveerde hoeve 'Goet Te Wynckele' in Gullegem. Het derde weekend van mei brengt er multiculturele optredens, stand-upcomedy en straattheater op twee podia. Vrijwilligers doen proeven van andere culturen met workshops en standjes van partners zoals Oxfam wereldwinkels en 11.11.11. Elke jaar heeft een duurzaam thema zoals waterschaarste, huisvesting of biologische landbouw waarrond ook een expo wordt uitgewerkt met bekende en minder bekende fotografen in het gemeentehuis van Gullegem.
Tingling Square is het zaterdags alternatief programma met experimentele muziek, poëzie, theater, cabaret en videoprojecties. Geluidskunstenaar Stijn Demeulenaere trad bijvoorbeeld aan in 2011.
Kokopelli festival is ontstaan in 2007 als een voortzetting van All Folks, een folkfestival op dezelfde locatie van 2000 tot en met 2006. In 2006 wilde een deel van die organisatie verdergaan met een breder festival. Daartoe werd Kokopelli vzw opgericht met de bedoeling het vredevol samenleven van diverse bevolkingsgroepen en culturen te bevorderen. De vereniging wil een solidaire samenleving stimuleren door onverdraagzaamheid en verzuring in de maatschappij tegen te gaan.
Het festival onderging in 2019 een ware metamorfose. Het terrein werd uitgebreid, er werd meer ingezet op beleving & animatie en de toegang werd gratis.
De naam verwijst naar de Indiaanse god Kokopelli, die symbool staat voor vruchtbaarheid en muziek. Deze god wordt traditioneel afgebeeld als een bultenaar spelend op een fluit en is ook het logo van het festival.

## Line-Up
| Editie | Artiesten |
| ------ | --- |
| 2007   | Azzil, Besh O Drom, Bobalicious, Café Con Leche, Chaka Chaka Sound, El Creme Glaces Ques, Gunter Lamoot, Local Position Soundsystem, Miel Y Canela, Orchestre International du Vetex, Paco Diatta, Raskal Barbary, Studio Pagol, TLP |
| 2008   | Bahia De Todos Os Ritmos, Betong Kartong, Bobalicious, Buscemi, Doble Impacto, Don Tomasino, Franziska, Oojami, Raf Coppens, Sindicato Sonico, Skarbone 14, Slick Nick, Trouba Ch'ti Orkestar, Turntable Dubbers, Xander De Rycke, Zuco 103 |
| 2009   | Bobalicious, Buenas Ondas, DJ Desperado, Fanfakids, Feria Bomba, Kamagurka, Kilimanjaro Band, Kasbar, La Banda Neon, Kermesz à l’Est, La Familya, Les Boukakes, Mahala Raï Banda, Merdan Taplak, Shazalakazoo, Ter Bescherming van de Jeugd, TLP, Ziggi Recado & The Renaissance Band |
| 2010   | Bobalicious, De Letter Geletterden, DJ Desperado & Kalima Fever, Gili, Haleh, Jah Mason, Jaune Toujours, Koçani Orkestar, Lechuga, Mala Vita, Mps-Pilot, Mucho Vibration, Murga Agrum, Orquesta Belmundo, Skatchou Bottos, The Lunatics, Tupolev Sound Crash, Turntable Dubbers |
| 2011   | Bitty McLean & Homegrown Band, Bobalicious, Chaka Chaka Sound, Che Sudaka, Coco Ralado, DJ Desperado & Kalima Fever, Government 4000, Guga, Henk Rijckaert, Kel Assouf, Los Callejeros, Maza Loco, Mps-Pilot, Orchestre International du Vetex, Roy Paci & Aretuska, Señorita Lee, S.W.A.N. Musica, SoulRock Avenue, Sugar Charlie, Waza Roots. |
| 2012   | Blazin Fire Sound, Bobalicious ft Dj Bob, Boemtjak & Soi, Bolwerk, DJ Desperado, El Hijo De La Cumbia, El Juntacadavéres, Fatback Brass Band, Fresnel, Imperial Tiger Orchestra, Leblanc & Sebcat, Le Bo Trio, Le peuple de l'herbe, Million Stylez, Mumbai Mafia, Pickle Juice, RaaskalBOMfukkerz, Señorita Lee, Soul Shakers, Sun Rockers, Terrakota, Tip Toe Topic, Turntable Dubbers, Xamanek.                                                                                        |
| 2013   | Baciamolemani, Bai Kamara Jr, Betong Kartong, Bobalicious, Capleton & The Prophecy Band, Capsule, Chotokoeu, Circus Hoetchatcha, DJ Bbrave, Filip Haeyaert (Ygor), Groove Station ft Lisa Bennett, Iron Ites, Kaer, Kumbia Beats, La Pegatina, Lucie Carton, Molotov Cocktail Party, Palenke Soultribe, Postmen, Rakka, Skydown Youths, Soul Shakers, Staff des Leaders, Tinto Brass Band                                                                                                 |
| 2014   | Alek et Les Japonaises, Amsterdam Klezmer Band, Anthony B & House Of Riddim, Betong Karton, Big L, Billie Kawende, Bobalicious, Boban and Marko Markovic Orchestra, Bottle Of Moonshine, Caravan Disco, Debademba, Diyei Pituto, DJ Daferwa, DJ Desperado, Dubioza Kolektiv, Global Warming Sound, Maison du Malheur, Masala Soundsystem, Puppa Mighty's Super Power, Rapha Pico & The Roots Rockers, Serious Beans Project, Skarbone 14, Skuzl & Twice, Témé Tan                         |
| 2015   | Protoje & The Indiggnation, Skip & Die, Russkaja, Gentleman’s Dub Club, La Troba Kung-Fú, Filastine, Maguaré, Turntable Dubbers, Bernard Orchestar, Brassaholic, The Summer Rebellion, Radio Chango Sound System, Le Trio Perdu, La Familya, Motivo Loco, Pirates Crew, Caravan Disco, Jamafrican Crew, Betong Kartong, Barto, Johny Trash |
| 2016   | Afriquoi, Betong Kartong, Bobalicious, Caravan Disco, Chainska Brassika, Chico Trujillo, Cordyceps, Devoo Beatbox, Dirty Undies, DJ Desperado, DJ Mukambo, Dubgrow, Electrorumbaiao, Evil Empire Orchestra, Gloria Boateng, Jamaican Jazz Orchestra, La Bella Tour, La Sra Tomasa, Kamal Kharmach, Lazarus Soundsystem, Mr. Vegas, Orchestre International du Vetex, Sergent Garcia, Stefan Paridaen, Zakouska                                                                            |
| 2017   | DJ Barre, Caravan Disco, Bobalicious, Los Kamer, Pura Vida, Daniel Dzidzonu, Mellow Mood, Orkesta Mendoza, Amazumi, Vagabundos, Saadji, Fedayi Pacha & Akbar Orkestar, Negra Santa, Vaudou Game, Kumpania Algazarra, Ann Helena Kenis, Les Poupées Passionnées, Oerwout DJ, Fanfaar Fatal, Stofkruidt, Circus Marcel |
| 2018   | Yaniss Odua & Artikal Band, Txarango, 47SOUL, Kumbia Boruka, Gato Preto, Les Frères Smith, Lolomis, The Busy Twist, Collieman, Rumbaristas, Moodcollector, Ik en den Theo, The Olsan Fiestovic Orchestra, Lazarus Soundsystem, Cromanty Sound, DJ Desperado, Radio Barba Orkestra, Bounty Radio, Marvelous Adventures, BrazzMatazz, DJ Barre, Pablo E Jeromba |
| 2019   | Baloji, Johnny Osbourne, Cafe Con Leche, Antwerp Gipsyska Orchestra, London Afrobeat Collective, Kosmo Sound, Babylon Trio, Moustash, Koninklijke Harmonie St. Cecilia ft Remork & Karkaba, Caïro Liberation Front, Team Damp, Bobalicious, DJ Dunya, DJ Desperado, Lazarus Soundsystem, Caravan Disco, Raggamuffin Whiteman, Bounty Radio, DJ Nazdrovje, Pablo e Jeromba, DJ Tépa, Jugglin' Art, Betong Kartong, Ron Jaluai, Amoukanama, Nana Dankwa, Kermis op Rolletjes, DiVerzen, ... |
| 2020   | Livestreamfestival vanwege de coronapandemie. Kokonuts!, DJ Desperado, Bobalicious en Soul Shakers. |
| 2022   | Dubioza Kolektiv, Arp Frique & Family, Dijf Sanders, Ko Shin Moon, Soul Shakers, Camel's Drop, Chicos Y Mendes, Radio Barba, Caroll, Jungle By Night, Orchestre International Du Vetex, Radio Negra, Chapulines, David Walters, Caravan Disco & Tom Curaçao |
| 2023   | A Sombre de bananeira, Arumbo, Eskorzo, Kuenta, M. Chuzi, Maïka, Merdan Taplak Orkestar, Omar Perry and Asham Band, Supergombo, Deejay Backstabber, DJ Desperado, Kama Radio, Lazarus Soundsystem, Morocho Loco, Sebcat, Señor Bugus, Tweeden Asem, Wise Man, |
| 2024   | Ikaro, Turkish Kebap, Think of One, The Fat Bastard Gang Band, Gentleman's Dub Club, Alpaca's Collective, Tabanka, Sidi Wacho, La Banda Cirucu, Senor Bugus, Morocho Loco, Kokonuts, El Frances, DJ Desperado, Bounty Radio, Bsaer, Tropical Djipsies (Didi & Raql) |